# Henrik Lund
Henrik Lund o Intel'eraq (1875-1948) fou un pintor, poeta, compositor i capellà esquimal groenlandès. Va compondre la lletra de l'himne de Groenlàndia Nunarput utoqqarsuanngoravit (Tu, la nostra vella terra) en groenlandès. que ja va ser adoptada el 1916, 63 anys abans que Groenlàndia va obtenir una llarga independència de Dinamarca el 1979.
Va néixer el 29 de setembre de 1875 a Nanortalik, un poble a la costa sud-oest de Groenlàndia, a proximitat d'una comunitat kalaallit que va ser desplaçada des de la zona oriental de l'illa. Tenia avantpassats europeus i kalaallit. Va casar-se amb Malene Lund (1877-1979). La seva família i una missió de la Fraternitat Moràvia van despertar el seu talent musical i poètic. Son pare era catequista i poeta, molt groenlandista, com es veu entre d'altres en la seva poesia Nuna Tassa Tupingnartoq (Aquest país és meravellós). Va estudiar al seminari de l'església luterana danesa a Godthaab, i començar com catequista a Angmagssalik a l'est del país el 1900. El 1909, va tornar a l'oest de l'illa. Va ser ordenat capellà el 9 d'octubre del 1936 a l'església de la Mare de Déu a Copenhaguen. El seu darrere ofici era a Narssaq, al sud, lloc on va morir el 6 de juny de 1948
És considerat com uns dels escriptors més importants de la seva generació que va contribuir reforçar al renaixement de la llengua groenlandesa a l'era moderna i el moviment groenlandista.